# ماريانو فاسكيز
ماريانو فاسكيز (بالإسبانية: Mariano Vázquez)‏ هو لاعب كرة قدم أرجنتيني في مركز الوسط، ولد في 20 ديسمبر 1992 في مار دل بلاتا في الأرجنتين يلعب في نادي معيذر. لعب مع أتلتيكو ناسيونال ونادي الفيصلي ونادي الخلود ونادي معيذر.

## وصلات خارجية
- ماريانو فاسكيز على موقع قاعدة بيانات كرة القدم.إي يو (الإنجليزية)
- ماريانو فاسكيز على موقع Soccerway.com (الإنجليزية)
- ماريانو فاسكيز على موقع عالم كرة القدم.نت (الإنجليزية)
- ماريانو فاسكيز على موقع AS.com (الإسبانية)